# Mariusz Krzywda
Mariusz Krzywda (ur. 8 lutego 1974 w Nowym Sączu) – polski piłkarz, grający na pozycji napastnika.  
Karierę zaczynał w Bochni, a wiosną 1992 roku przeszedł do Igloopolu Dębica, gdzie zadebiutował w ekstraklasie. W Dębicy zagrał 7 meczów w ekstraklasie, następnie spadał do II i III ligi. Na rundę wiosenną 1994 roku Krzywda odszedł do Hutnika Kraków, gdzie zaliczył najbardziej udany okres w karierze. Przez trzy lata spędzone w Hutniku zagrał tam 53 mecze w ekstraklasie i strzelił 9 goli. Tam też grał w europejskich pucharach m.in. z AS Monaco. Po tym udanym fragmencie kariery piłkarskiej został zawodnikiem Jagiellonii Białystok, z którą grał w III lidze. Wytrzymał tam tylko rundę, po czym odszedł do także III-ligowej Sandecji. Rozegrał tam cały sezon, po czym włożył koszulkę MKS Mława. Po roku powrócił do Sandecji, żeby odejść do MZKS Kozienice, gdzie rozegrał 13 meczów i strzelił tylko jednego gola. Transfer powrotny do BKS Bochnia zakończył jego odyseję po polskich ligach. Do sezonu 2007/2008 był czołowym strzelcem BKSu Bochnia, tuż przed startem sezonu 2008/2009 zarząd klubu nie zaakceptował jego warunków, dodatkowo Krzywda powrócił po groźnej kontuzji kolana, która uniemożliwiła mu grę w końcówce sezonu, koniec kariery był tylko kwestią czasu. Mariusz rozpoczął tym samym pracę szkoleniowca obejmując zespół Czarni Kobyle.
Mieszkaniec Bochni. Grał też w GKS Drwinii.

## Kariera Mariusza Krzywdy
| Sezon       | Klub                  | Mecze | Bramki         |
| ----------- | --------------------- | ----- | -------------- |
| 1988/89     | BKS Bochnia           |       |                |
| 1989/90     | BKS Bochnia           |       |                |
| 1990/91     | BKS Bochnia           |       |                |
| 1991/92 (j) | BKS Bochnia           |       |                |
| 1991/92 (w) | Igloopol Dębica       | 7     | 0              |
| 1992/93     | Igloopol Dębica       |       |                |
| 1993/94 (j) | Igloopol Dębica       |       |                |
| 1993/94 (w) | Hutnik Kraków         | 8     | 0              |
| 1994/95     | Hutnik Kraków         | 21    | 5              |
| 1995/96     | Hutnik Kraków         | 13    | 2              |
| 1996/97 (j) | Hutnik Kraków         | 11    | 2              |
| 1996/97 (w) | Jagiellonia Białystok |       |                |
| 1997/98     | Sandecja Nowy Sącz    |       |                |
| 1998/99 (j) | Hutnik Kraków         |       |                |
| 1998/99 (w) | MKS Mława             |       |                |
| 1999/00 (j) | Sandecja Nowy Sącz    |       |                |
| 2000/01 (w) | MG MZKS Kozienice     |       |                |
| 2001/02     | BKS Bochnia           |       |                |
| 2002/03     | BKS Bochnia           |       | 10             |
| 2003/04     | BKS Bochnia           |       | 3              |
| 2004/05     | BKS Bochnia           |       | 26             |
| 2005/06     | BKS Bochnia           |       | 13             |
| 2006/07     | BKS Bochnia           |       | 10             |
| 2007/08     | BKS Bochnia           |       | 7              |
| 2008        | BKS Bochnia           |       | koniec kariery |

## Kariera trenerska
| Sezon       | Klub                   | Mecze |
| ----------- | ---------------------- | ----- |
| ? – 2007    | Juniorzy – BKS Bochnia | ?     |
| 2008 – 2009 | Czarni Kobyle          | ?     |
| 2009 – ?    | Wisła Grobla           | ?     |